# Plaza de toros Vieja (Albacete)
La plaza de toros Vieja fue un coso taurino del siglo XIX ubicado en la ciudad española de Albacete. Fue la segunda plaza de toros oficial de la capital albaceteña.

## Historia y características
La plaza de toros fue construida en 1828 en la avenida de los Toreros, junto al paseo de la Feria, e inaugurada el 9 de septiembre de 1829 por los diestros Juan Jiménez El Morenillo y Manuel Lucas Blanco, en una corrida de diez toros. Fue edificada para dar servicio durante unos años pero finalmente se mantuvo en activo ochenta y siete. Por su ruedo pasaron las principales figuras de la época.
La plaza era circular, midiendo el redondel treinta y cuatro metros de diámetro, constando de dos plantas. La primera era destinada al tendido mientras que la segunda lo era a gradas y palcos. Tenía apariencia de fortín. Los materiales empleados en su construcción fueron piedra, tierra y ladrillo. Su aforo era de 7 400 localidades.
Tenía cuatro puertas para el servicio público y diez escaleras de acceso a las localidades. Entre las dependencias para el servicio de las corridas figuraban: tres cuadras de caballos; dos corrales, para poder tener con separación igual número de corridas; una enfermería con tres camas; tres habitaciones destinadas a conserjería y administración, una de las cuales se habilitaba en días de corrida para capillas. Además, en su parte exterior tenía viviendas que se alquilaban.
Sufrió algunas reparaciones, de escasa importancia, que no variaron el orden y división que tenía. El último festejo taurino que albergó fue en 1916 con los diestros Sabino Flores, Amuedo, Angelete y Saleri III. Se derribó ese mismo año para construir la plaza actual.